# کلر، استرالیای جنوبی
کلر (به انگلیسی: Clare) یک شهرک در استرالیا است که در استرالیای جنوبی واقع شده‌است.